# Darkside Game Studios
Darkside Game Studios est un studio américain de développement de jeux vidéo basé à Coral Springs en Floride. Fondé le 20 mars 2008, le studio est le fruit de l'un des premiers ateliers d'art de jeu vidéo aux États-Unis, Shadows in Darkness.

## Historique
En 2002, un groupe d'artistes et d’amateurs de jeux vidéo se forme avec pour objectif de créer un jeu vidéo. Cette équipe, alors nommée Shadows in Darkness, devient en 2008 le studio de développement Darkside Game Studios,.
En 2015, Microsoft retire le développement de Phantom Dust à Darkside Game Studios. Dès lors, le studio qui se compose d'une cinquante de personnes ferme sans dévoiler ses raisons.

## Jeux développés
Darkside Game Studios, en plus de créer des jeux, participe au développement de titres principalement édités par 2K Games.
Sur consoles de salon :
- Civilization Revolution
- Borderlands: Claptrap's New Robot Revolution
- BioShock 2
- Spec Ops: The Line
- XCOM: Enemy Unknown
- BioShock Infinite
- Aliens: Colonial Marines
- Gears of War: Judgment
- Borderlands: The Pre-Sequel!
- Sunset Overdrive

Sur consoles portables et smartphones :
- Ski Runner (iPhone)
- Brave: A Warrior's Tale (PSP)
- Avatar, le dernier maître de l'air (iPhone)
- Infinity Blade FX
- Ratchet and Clank: Before the Nexus